# 安東尼·德斯波西托
安东尼·P·德斯波西托（英語：：/diˌɛspəˈzitoʊ/ dee-ESS-pə-ZEE-toh；1982年2月22日—），是一位美国政治人物、退休警探，紐約州共和黨籍，現為紐約州第四國會選區聯邦眾議員。

## 個人生活
德斯波西托拥有意大利和波多黎各血统。
是罗马天主教徒。

## 外部連結
- Congressman Anthony D'Esposito （页面存档备份，存于） official U.S. House website
- Anthony D'Esposito for Congress （页面存档备份，存于）

- 美國國會國家人物傳記大辭典中的傳記
- 由華盛頓郵報維護的投票記錄
- 智慧投票计划中的傳記、投票紀錄及利益集團評級
- C-SPAN內的頁面（英文）